# Paria Canyon-Vermilion Cliffs vadon
A Paria Canyon–Vermilion Cliffs vadon 455 km² területű vadon Arizona északi és Utah déli részén, az Amerikai Egyesült Államokban.  A terület fennsíkokból, meredek szakadékokból és mély kanyonokból áll.
A területen folyik át a Paria folyó, mielőtt az arizonai Lee-révnél betorkollna a Colorado folyóba.
A területet az Amerikai Egyesült Államok Kongresszusa jelölte ki 1984-ben vadonnak, és nagyrészt a Vermilion Cliffs Nemzeti Emlékhely (Vermilion Cliffs National Monument) része lett, mely 2000-ben Bill Clinton elnök rendelete alapján jött létre.
A területet a szövetségi ‘Bureau of Land Management’ felügyeli.
A terület a földtudományok művelőinek, különösen a kronosztratigráfia kutatóinak értékes, mivel itt jól megfigyelhető a geológiai képződmények időbeli kialakulása.

## Történet
Sziklarajzok és egyéb maradványok alapján i. sz. 200 és 1200 között pueblo indiánok lakták a területet. Vadásztak, gabonaféléket és babot termeltek a kanyon alsó végében. Később a paitue indiánok foglalták el a területet. Mivel semmilyen stabil település nyomaira nem bukkantak, feltételezik, hogy a területet átutazó útvonalnak használták.
Az első európaiak 1776-ban jelentek meg a Paria folyó torkolatánál. A 19. században törvényen kívüliek búvóhelye volt, valamint arany és más ásványi kincsek után kutatók területe.

## Vadvilág

### Madarak
Számos madárfaj él ezen a területen: fehérfejű rétisas, szirti sas, vándorsólyom, rőtfarkú ölyv, amerikai uhu, Cooper-héja, fehérmellű sarlósfecske, sziklai ökörszem, szurdoki ökörszem, amerikai sziklafecske, feketetorkú sármány, alaszkai királyka, kék szúnyogkapó, feketetorkú kolibri, királygém, királygébicsfélék, kacsák
1996-ban itt próbálták visszaszoktatni a természetbe a fogságban nevelt veszélyeztetett kaliforniai kondorkeselyűket.

### Emlősök
Öszvérszarvas, vörös hiúz, róka, puma, tarajos sül, prérifarkas, lepus, marmotini, dipodomys és sok más különböző rágcsáló. Az 1980-as években sikeresen újra betelepítették a sivatagi nagyszarvú juhot.

### Csúszómászók és kétéltűek
Csörgőkígyók, chukwalla, gyíkok. A pettyes varangy négy fajtája is megél a kanyonokban és a folyóban.

## Vegetáció
A vegetáció három zónára osztható: az egyik zóna a folyó melletti vegetáció, mely a folyó mindkét partján megtalálható.
A szárazabb területeken, ahol az áradás nem károsítja a növényzetet, fás terület található.
A harmadik zóna a sivatag határán húzódik: kaktuszok, Sporobolus cryptandrus nevű fűfélék, boróka és egyéb ciprusfélék.

## Szabadidős tevékenységek
A leggyakoribb helyi kikapcsolódás a túrázás, kampingezés, fotózás és a kanyontúrázás.
A területen a túrázáshoz engedély szükséges.

## Képgaléria

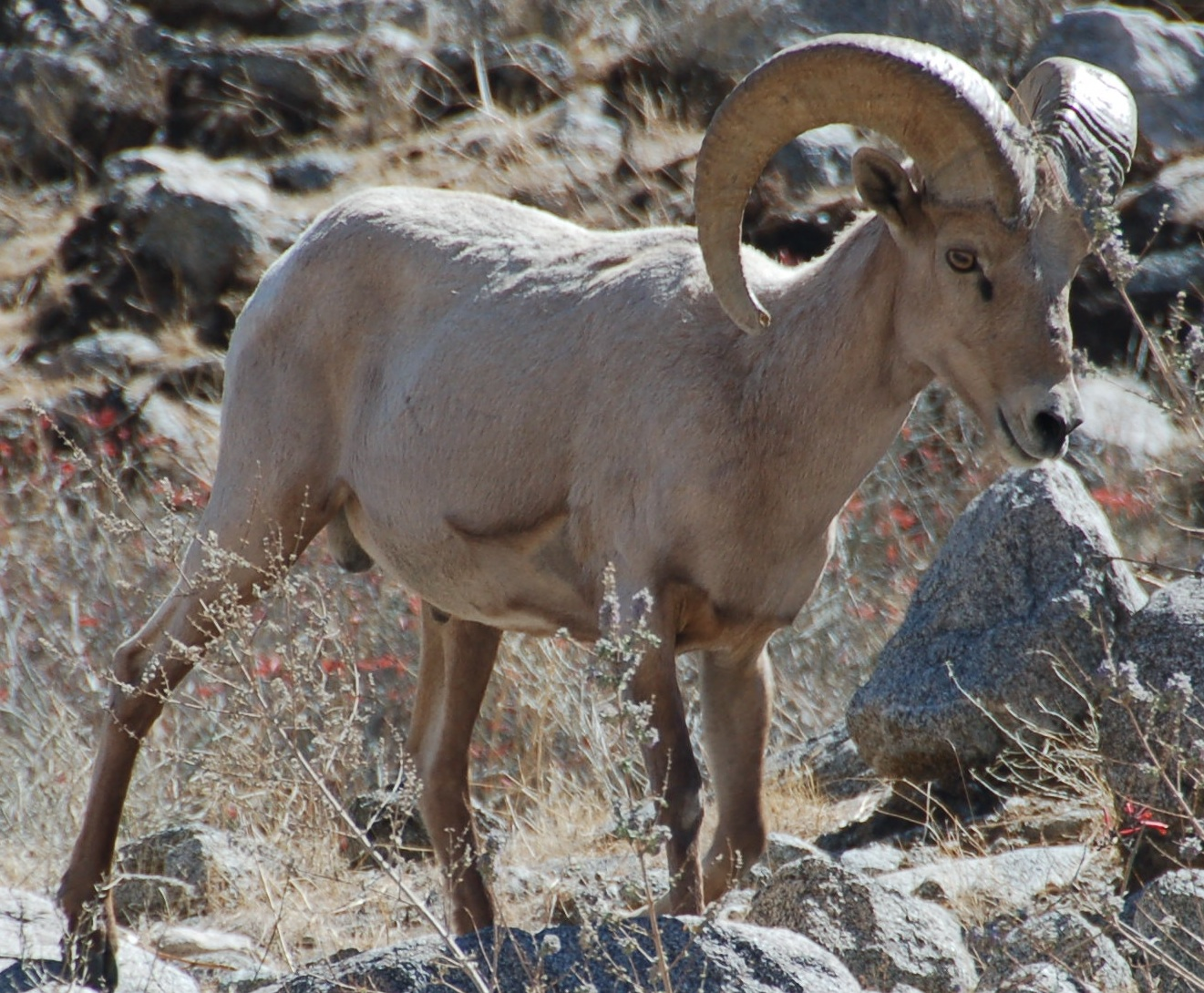
Nagyszarvú sivatagi birka
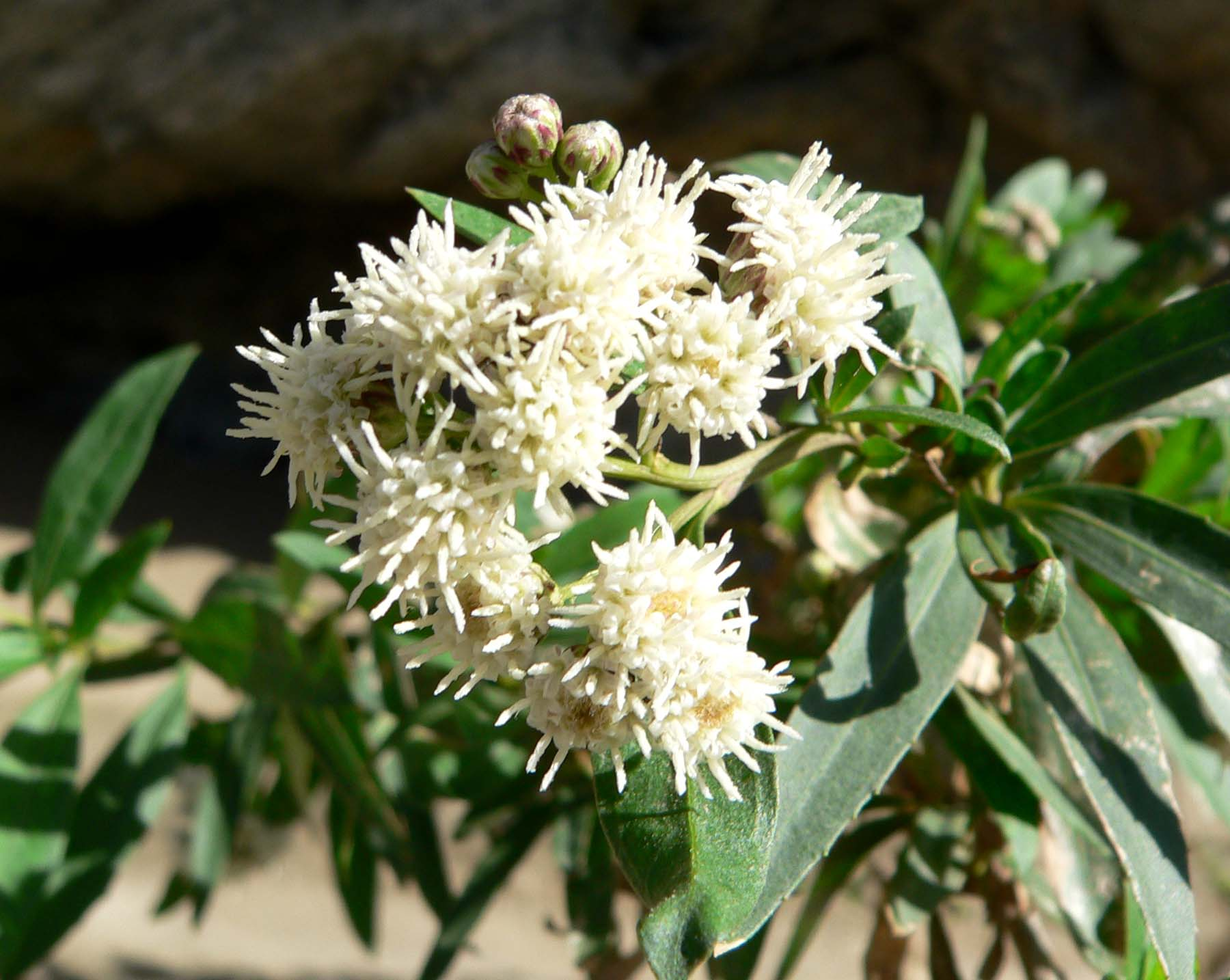
Baccharis salicifolia
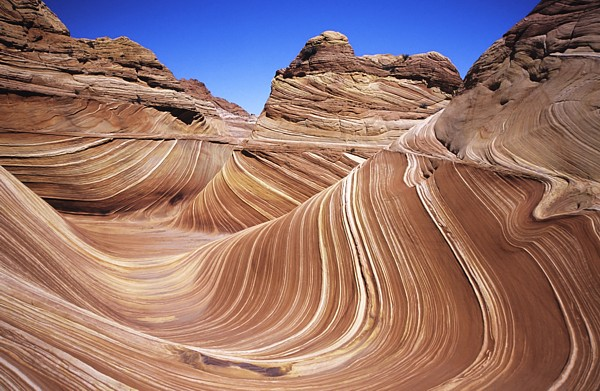
The Wave, sziklaformáció

## Fordítás
Ez a szócikk részben vagy egészben  a   Paria Canyon-Vermilion Cliffs Wilderness című angol Wikipédia-szócikk ezen változatának fordításán alapul.  Az eredeti cikk szerkesztőit annak laptörténete sorolja fel. Ez a jelzés csupán a megfogalmazás eredetét és a szerzői jogokat jelzi, nem szolgál a cikkben szereplő információk forrásmegjelöléseként.